# Pelusios castaneus
Pelusios castaneus is een schildpad uit de familie pelomedusa's (Pelomedusidae).

## Naam en indeling
De wetenschappelijke naam van de soort werd voor het eerst voorgesteld door August Friedrich Schweigger in 1812. Oorspronkelijk werd de wetenschappelijke naam Emys castanea gebruikt, en later werd de soort aan het geslacht van de muskusschildpadden (Sternotherus) toegewezen. De soortaanduiding castaneus betekent vrij vertaald 'kastanjekleurig'.
De voormalige soort Pelusios seychellensis wordt tegenwoordig als een synoniem van Pelusios castaneus gezien. Pelusios seychellensis werd beschouwd als uitgestorven en was al lange tijd niet meer waargenomen. In 2013 concludeerden biologen dat de soort zelfs nooit heeft bestaan.

## Uiterlijke kenmerken
De schildpad kan een rugschildlengte bereiken van 28,5 centimeter. Het schild heeft een langwerpig ovale vorm en heeft een opstaande kiel op het midden. Het schild is het breedst iets achter het midden, de marginaalschilden hebben geen puntig uitsteeksel aan de achterzijde. Ze zijn ook niet wat omhoog gekruld zodat een soort gootje wordt gevormd aan de achterrand van het schild, zoals bij verwante soorten voorkomt. De kleur van het rugschild is geelbruin tot groen. Het buikschild is relatief groot en heeft een duidelijke inkeping aan de achterzijde. Het buikschild omsluit bijna de gehele achterzijde van het schild. De kleur van het buikschild is geel, soms zijn er donkere vlekken aanwezig in het midden of donkere strepen aan de buitenzijde van de naden tussen de buikschilden. Sommige exemplaren hebben echter een geheel donkerbruin buikschild. De plastronformule is als volgt: abd > fem > hum >< intergul > an >< pect > gul.
De kop is middelgroot en de bovenkaak heeft twee duidelijke tandachtige uitsteeksels, de snuitpunt steekt wat uit. De kleur van de kop is olijfgroen tot bruin. De kleur van de poten en staart is geelachtig tot grijsgeel. Onder de kin zijn twee baarddraden aanwezig. Mannetjes zijn van vrouwtjes te onderscheiden door een langere en dikkere staart en een iets holler buikschild.

## Verspreiding en habitat
Pelusios castaneus komt voor in delen van Afrika en leeft in de landen Guinea, Senegal, Nigeria, Congo-Kinshasa, Burkina Faso, Gabon, Sao Tomé en Principe, Centraal-Afrikaanse Republiek, Gambia, Benin en Angola, mogelijk komt de schildpad daarnaast ook voor in Mauritanië, Mali en Kameroen. De is geïntroduceerd in Guadeloupe en de Kleine Antillen. In de Antillen is de schildpad in de slavernijperiode meegebracht.
De habitat bestaat uit kustlagunen, moerassen en ondergelopen savannen met veel onderwatervegetatie Dergelijke wateren drogen vaak op in het droge seizoen. De schildpad brengt deze periodes door in een hol langs het water of in de modderbodem.
De schildpad jaagt op alles wat het aankan, zoals vissen, amfibieën, waterslakken en insecten en daarnaast worden ook wel plantaardige delen gegeten zoals algen, in het water gevallen fruit en plantenzaden. Pelusios castaneus staat bekend als relatief zachtaardig in vergelijking met enkele agressieve geslachtsgenoten. Als het dier wordt bedreigd zal het een gele, olieachtige vloeistof uitgescheiden die zeer smerig ruikt. De vrouwtjes zetten in februari en maart zes tot twintig eieren af die worden begraven in de bodem. De eieren zijn wit van kleur en hebben een zachte schaal, ze zijn ongeveer 35 millimeter lang en 25 mm breed. De juvenielen verzamelen zich in kleine poeltjes waar ze zich verschuilen.